# Tessa Szyszkowitz
Tessa Szyszkowitz (geboren 1967 in Stuttgart) ist eine österreichische Journalistin, Autorin und Historikerin.

## Leben
Szyszkowitz wurde 1967 als Tochter der Literaturübersetzerin Uta Szyszkowitz sowie des Schriftstellers und Regisseurs Gerald Szyszkowitz geboren. Ihr Bruder ist der Manager Stefan Szyszkowitz.
Nach ihrem Studium arbeitete Szyszkowitz für die Süddeutsche Zeitung, das ORF-Radio, den Kurier und die Arbeiter-Zeitung. Von 1991 bis 1994 war sie Redakteurin für Außenpolitik im Nachrichtenmagazin profil, anschließend bis 1998 Nahostkorrespondentin in Jerusalem. Aus Jerusalem berichtete sie auch für Kurier und das Schweizer Nachrichtenmagazin Facts. Von 1998 bis 2002 war sie EU-Korrespondentin für Format in Brüssel. 2002 übersiedelte Szyszkowitz nach Moskau, wo sie für profil und die Schweizer NZZ am Sonntag schrieb. Seit 2010 lebt sie in London. Szyszkowitz schreibt u. a. für das österreichische Nachrichtenmagazin profil, das deutsche Magazin für politische Kultur Cicero und die Wiener Wochenzeitung Falter.
Die Historikerin promovierte 2007 an der Universität Wien mit einer Doktorarbeit über das Thema Nationalismus und Terrorismus. Sie veröffentlichte Bücher mit dem Spezialgebiet Terrorismus in Russland, Europa und Nahost. Seit 2013 gibt es den Weblog szylog in deutscher und englischer Sprache.
Tessa Szyszkowitz kuratiert die Reihe Philoxenia im Bruno Kreisky Forum für Internationalen Dialog in Wien.

## Buchpublikationen (Auswahl)
- Trauma und Terror: Zum palästinensischen und tschetschenischen Nationalismus. Wien, Köln, Weimar: Böhlau, 2008. ISBN 978-3-205-77704-5
- Die neuen Russen: Die Generation nach Putin. Wien: Picus, 2010. ISBN 978-3-85452-668-1
- Der Friedenskämpfer: Arafats geheimer Gesandter Issam Sartawi. Mit einem Nachwort von Nadia Sartawi. Wien: Picus, 2011. ISBN 978-3-85452-678-0
- Echte Engländer – Britannien und der Brexit, Picus Verlag, Wien, September 2018, ISBN 978-3-7117-2069-6